# العلاقات الإندونيسية البلغارية
العلاقات الإندونيسية البلغارية هي العلاقات الثنائية التي تجمع بين إندونيسيا وبلغاريا.

## مقارنة بين البلدين
هذه مقارنة عامة ومرجعية للدولتين:
| وجه المقارنة                                              | إندونيسيا         | بلغاريا                                                                             |
| --------------------------------------------------------- | ----------------- | ----------------------------------------------------------------------------------- |
| المساحة (كم2)                                             | 1.90 مليون        | 110.99 ألف                                                                          |
| عدد السكان (نسمة)                                         | 263.99 مليون      | 7.08 مليون                                                                          |
| الكثافة السكانية (ن./كم²)                                 | 138.94            | 63.79                                                                               |
| العاصمة                                                   | جاكرتا            | صوفيا                                                                               |
| اللغة الرسمية                                             | اللغة الإندونيسية | اللغة البلغارية                                                                     |
| العملة                                                    | روبية إندونيسية   | ليف بلغاري                                                                          |
| الناتج المحلي الإجمالي (بليون دولار)                      | 1.02 تريليون      | 56.83 مليار                                                                         |
| الناتج المحلي الإجمالي (تعادل القوة الشرائية) بليون دولار | 2.85 تريليون      | 130.99 مليار                                                                        |
| الناتج المحلي الإجمالي الاسمي للفرد دولار أمريكي          | 3.35 ألف          | 8.03 ألف                                                                            |
| الناتج المحلي الإجمالي للفرد دولار أمريكي                 | 10.52 ألف         | 17.21 ألف                                                                           |
| مؤشر التنمية البشرية                                      | 0.684             | 0.782                                                                               |
| رمز المكالمات الدولي                                      | +62               | +359                                                                                |
| رمز الإنترنت                                              | .id               | .bg، .бг ‏                                                                           |
| المنطقة الزمنية                                           |                   | ت ع م+02:00، ت ع م+03:00، أوروبا/صوفيا ‏، توقيت شرق أوروبا، توقيت شرق أوروبا الصيفي ‏ |

## مدن متوأمة
في ما يلي قائمة باتفاقيات التوأمة بين مدن إندونيسية وبلغارية:
- ترتبط سوراكارتا مع مونتانا باتفاقية توأمة.
- ترتبط سورابايا مع فارنا باتفاقية توأمة منذ 1995.[18][18][19][18]

## منظمات دولية مشتركة
يشترك البلدان في عضوية مجموعة من المنظمات الدولية، منها:
| علم المنظمة | اسم المنظمة                               | تاريخ انضمام إندونيسيا | تاريخ انضمام بلغاريا |
| ----------- | ----------------------------------------- | ---------------------- | -------------------- |
|             | يونسكو                                    | 27 مايو 1950           | 17 مايو 1956         |
|             | وكالة ضمان الاستثمار متعدد الأطراف        | 12 أبريل 1988          | 23 سبتمبر 1992       |
|             | الأمم المتحدة                             | 28 سبتمبر 1950         | 14 ديسمبر 1955       |
|             | الفريق المعني برصد الأرض                  | ?                      | ?                    |
|             | الاتحاد البريدي العالمي                   | ?                      | ?                    |
|             | البنك الدولي للإنشاء والتعمير             | 13 أبريل 1967          | 25 سبتمبر 1990       |
|             | الاتحاد الدولي للاتصالات                  | 1949                   | 18 سبتمبر 1880       |
|             | منظمة حظر الأسلحة الكيميائية              | ?                      | ?                    |
|             | مؤسسة التمويل الدولية                     | 23 أبريل 1968          | 22 يوليو 1991        |
|             | المركز الدولي لتسوية المنازعات الاستشارية | 28 أكتوبر 1968         | 13 مايو 2001         |
|             | منظمة التجارة العالمية                    | ?                      | 1 ديسمبر 1996        |
|             | منظمة الشرطة الجنائية الدولية             | 5 أكتوبر 1954          | ?                    |

## وصلات خارجية
- موقع وزارة الخارجية الإندونيسية
- موقع وزارة الخارجية البلغارية